# École khédiviale de droit du Caire
L'École Khédiviale de droit du Caire(jadis, appelée l'École d'administration et des langues) était une école de droit égyptienne où enseignaient des professeurs français.

## Historique
L'École khédiviale de droit du Caire a été fondée en 1868 par Méhémet-Ali. Le juriste français Victor Vidal Pacha dirigea l’École Khédiviale de droit de 1886 à 1891. L'École Khédiviale joua un rôle important dans l'évolution sociale et politique de l'Égypte et constitua un enjeu primordial comme dernier bastion de l'influence française en Égypte, sous le protectorat anglais depuis les accords d'avril 1904.
Charles Testoud, professeur à la Faculté de droit de Grenoble, fut directeur de cette école khédiviale de droit. Le grand comparatiste et professeur Édouard Lambert accepta le poste de directeur l'École khédiviale de droit et la dirigea à partir d'octobre 1906 jusqu'à sa démission en juin 1907 face aux multiples pressions des autorités anglaises. Malgré cet état de fait, l'éminent Professeur ne manqua pas « d'attirer l'élite intellectuelle égyptienne vers les universités françaises. Après avoir mis en place un programme officieux de cours spéciaux pour les étudiants égyptiens, il obtient la création d'un séminaire d'études de droit musulman au sein de la faculté de droit de Lyon, non sans avoir reçu une mise en garde de la part des autorités françaises soucieuses de ne pas voir se développer en faculté un foyer d'intrigue anti-anglaise ».
Selon Abécassis, « l’école khédiviale de droit fut considérée par les Britanniques dans les années 1890 comme un bastion du parti de Mustafa Kamil ». Dès les années 1920, « l’enseignement supérieur français en Égypte a disparu du réseau gouvernemental et n’est plus présent qu’à l’École française de Droit [1890 : date d'ouverture et 1956 : date de fermeture], à l’Institut français d’archéologie orientale du Caire et dans la filière de Lettres françaises de l’Université Égyptienne ».
En 1890, le directeur français de l'École khédiviale de droit étant mort, les Anglais manifestèrent l'intention de le remplacer par un des leurs. À la suite, plusieurs membres de la colonie française envisagèrent de créer une école toute française, qui préparerait les jeunes gens aux examens des facultés de droit. Le sénateur Boulanger soutint cette idée qui fut adoptée en 1890, date d'ouverture de l'école française de Droit. « La première année commença ainsi avec 15 étudiants, mais ne s'acheva qu'avec 3, tant la nouvelle idée avait été attaquée de divers côtés. Les 3 fidèles furent envoyés à Paris et passèrent avec succès le premier examen de droit. L'école se rouvrit en novembre 1891 avec deux années, les mêmes professeurs, les 3 anciens élèves et 10 nouveaux. C'est alors que le gouvernement français, s'intéressant à l'œuvre, envoya, sur la demande de notre agent consulaire au Caire, un docteur en droit pour diriger l'école, M. Pélissié du Rausas. Les 13 étudiants passèrent de nouveau leurs examens respectifs à Paris avec succès, l'un même avec éloges. L'école était définitivement constituée. Le gouvernement n'a pas eu à se plaindre des sympathies qu'il a manifestées pour elle en lui octroyant successivement deux nouveaux docteurs en droit. Les 54 étudiants envoyés à Paris, en juillet 1894, pour y passer leurs examens, ont vu 50 des leurs admis, dont plusieurs avec éloges ».
En 1925, l'École khédiviale de droit du Caire devint faculté de droit de l'Université du Caire. L'École de droit eut deux langues officielles : le Français et l'Arabe. Le programme des cours fut sensiblement pareil à celui des facultés françaises. Les examens ont eu lieu au Caire. Le personnel enseignant se composa de quatre Français, un Belge, un Italien, quatre indigènes, plus deux cheiks de l'Université d'El Azhar pour le droit musulman et l'arabe littéraire. Le droit musulman y fut enseigné d'après le rite Hanafite, qui fut en vigueur en Égypte, le droit romain d'après les méthodes françaises. 
L'Institut de Droit des Affaires Internationales (IDAI) de l'École de droit de la Sorbonne est aujourd'hui l’héritier direct de l'École Khédiviale. L'IDAI se situe au sein de la faculté de droit de l'université du Caire.

## Personnalités
- M. R. Maunier, Professeur à l'École khédiviale de Droit.
- M. Sésostris Sidarouss Bey, Professeur à l'École khédiviale de droit.
- M. Henri Lamba, Professeur de Droit Administratif et de Législation Financière à l’École khédiviale de droit du Caire.
- M. Ahmed Effendi Zéki, Professeur à l'École khédiviale de Droit.
- M. Rene Maunier, Professeur en droit pénal et économie politique à l’École khédiviale de droit du Caire (1911-1918).
- M. René Perret, Professeur à l'École khédiviale de Droit du Caire.
- M. J. Grandmoulin, Professeur à la Faculté de droit de Rennes et à l'école française de droit, ancien directeur de l'école khédiviale de droit
- M. Loutfi (Omar Effendi), sous-directeur de l'École de Droit

### Diplômé célèbre
- Mohamed Kamel Moursey Pacha (1889-1957)